# チャック・リーヴェル
チャック・リーヴェル（Chuck Leavell、1952年4月28日 - ）は、アメリカ合衆国のピアニスト、キーボーディスト。

## 来歴
アラバマ州バーミングハム出身。1969年にジョージア州に移り、本格的にプロとして活動開始。
1972年にオールマン・ブラザーズ・バンドに加入。グレッグ・オールマンのソロ・アルバム『レイド・バック』（1973年）にも参加した。1976年にオールマン・ブラザーズ・バンドが解散すると、シー・レヴェルを結成。
1982年、ローリング・ストーンズのツアーに参加。アルバム『アンダーカヴァー』（1983年）以降のレコーディング・セッションにも参加した。以後、2000年代に至るまでローリング・ストーンズのサポート・メンバーとして活動し、ミック・ジャガー、キース・リチャーズ、ロン・ウッドのソロ活動もサポートした。
ローリング・ストーンズ以外では、1990年代にはブラック・クロウズ、エリック・クラプトン等と共演した他、1991年にはジョージ・ハリスンの日本公演にも随行。1998年には初のソロ・アルバムを発表。2000年代にはリチャード・アシュクロフトのレコーディングにも度々参加。

## ディスコグラフィ

### ソロ・アルバム
- What's in That Bag?（1998年）
- Forever Blue: Solo Piano（2001年）
- Southscape（2005年）
- Live In Germany-Green Leaves and Blue Notes Tour（2008年）

### オールマン・ブラザーズ・バンド
- ブラザーズ&シスターズ - Brothers And Sisters（1973年）
- ウィン、ルーズ・オア・ドロウ - Win, Lose or Draw（1975年）
- 熱風 - Wipe The Windows, Check The Oil, Dollar Gas（1976年）